# Обад (Чаково)
Обад (рум. Obad) је насељено место у градској општини Чаково у округу Тимиш у Румунији. Налази се на надморској висини од 81 метар.

## Прошлост
Према "Румунској енциклопедији" место се помиње 1332. године. Од 15. века зна се за тврђаву Охаб. Пописом из 1717. године забележено је 60 кућа у "Обадији". После 1860. године следи колонизација Немаца.
Обад је 1764. године православна парохија у Чаковачком протопрезвирату.
По аустријском царском ревизору Ерлеру 1774. године место је у Чаковачком округу и дистрикту, а становништво претежно влашко. Када је 1797. године пописан православни клир у "Обаћу" су била два свештеника. Парох Николај Драгоје (рукоп. 1785) служио се српским и румунским језиком, а поп Трифун Мартинов (1788) знао је само румунски језик.

## Становништво
Према попису из 2021. ово насеље је имало 656 становника.